# هیلی اروین
هیلی اروین (انگلیسی: Haley Irwin؛ زادهٔ ۶ ژوئن ۱۹۸۸) بازیکن هاکی روی یخ اهل کانادا است.